# غابرييلا ميكاتي
مارتا غابرييلا ميكاتي (بالإسبانية: Marta Gabriela Michetti) (ولدت في 28 مايو 1965) هي سياسية أرجنتينية. كانت نائبة للرئيس في بوينس آيرس خلال الفترة الرئاسية الأولى لماوريسيو ماكري. وتمثل بوينس آيرس كعضوة في مجلس الشيوخ منذ عام 2013. أصبحت نائبة الرئيس الأرجنتيني في 10 ديسمبر 2015.